# إرنست توسان
إرنست توسان (بالفرنسية: Ernest Toussaint)‏ (8 مارس 1908 – 31 أغسطس 1942) هو ملاكم لوكسمبورغي راحل، مثّل بلاده في الألعاب الأولمبية الصيفية 1936.

## روابط خارجية
إرنست توسان على موقع أوليمبيديا (الإنجليزية)